# Gaea Schoeters
Pour les articles homonymes, voir Schoeters.
Gaea Schoeters, née le 28 juin 1976, est une écrivaine, scénariste, librettiste et journaliste belge de langue néerlandaise.

## Œuvres
- Meisjes, moslims en motoren, Roularta Books, 2008
- Diggers, Manteau, 2011
- De kunst van het vallen, De Bezige Bij, 2014
- Zonder titel #1, Querido, 2018
- Het Einde, Pelckmans, 2020
- Le Trophée, Actes Sud, coll. « Actes noirs » ((nl) Trofee, Querido, 2020), trad. Benoît-Thaddée Standaert, 336 p.  (ISBN 978-2-330-17006-6)Réédition, Actes Sud, coll. « Babel noir » no 313, 2024, 288 p. (ISBN 978-2-330-19729-2)Mention spéciale du prix européen de littérature 2022[1]
- Bad Composers, 6 textes de théâtre, 2022
- Lost & found, musique d'Annelies Van Parys, livret de Gaea Schoeters, 2021
- Dieu et moi, musique d'Annelies Van Parys, livret de Gaea Schoeters, 2022